# Bokn
Bokn este o comună din provincia Rogaland, Norvegia.